# 新龙镇 (广州市)
新龙镇是中华人民共和国广东省广州市黄埔区下辖的一个镇。2019年5月30日成立，从原九龙镇拆分而成，下辖原九龙镇的金坑村、均和村、福山村、福洞村、麦村村、大坦村、九楼村、迳头村、新田村、洋田村、镇龙村、镇龙社区，镇政府地址为镇龙大道18号。占地面积75.87平方公里，是黄埔区面积最大的街镇。辖内油麻山海拔433.6米，是广州第二高峰。

## 行政区划
新龙镇下辖以下村级行政区划单位：
镇龙社区、镇龙村、迳头村、九楼村、大坦村、麦村、金坑村、均和村、福洞村、福山村、洋田村和新田村。

## 交通

### 地铁
█14号线：镇龙北站、镇龙站

█21号线：金坑站、镇龙西站、镇龙站